# 1000 Forms of Fear
1000 Forms of Fear là album phòng thu thứ sáu của nữ ca sĩ người Úc Sia. Album được phát hành vào ngày 4 tháng 7 năm 2014 thông qua các hãng đĩa Monkey Puzzle và RCA Records trên toàn cầu và Inertia ở Úc. Dòng nhạc chủ đạo của album là electropop, nhưng vẫn mang âm hưởng từ những thể loại reggae và hip hop. Phần ca từ của những ca khúc trong album tập trung vào tình cảnh nữ ca sĩ phải sống chật vật với nghiện ngập và rối loạn lưỡng cực.
Album bao gồm bốn đĩa đơn. Ca khúc đầu tiên mang tên "Chandelier", được phát hành vào tháng 3 năm 2014, sau này trở thành một đĩa đơn xếp ở vị trí top 10 trên toàn cầu. Vị trí xếp hạng cao nhất của đĩa đơn trên bảng xếp hạng Billboard Hot 100 là vị trí thứ tám, giúp "Chandelier" trở thành ca khúc đầu tiên của Sia với vai trò hát chính lọt vào bảng xếp hạng này. Bài hát thứ hai, "Big Girls Cry", ra mắt vào tháng 6 năm 2014. Ca khúc thứ ba, phiên bản đơn ca do Sia trình bày của đĩa đơn "Elastic Heart", trước đó từng là một nhạc phẩm hợp tác với nam ca sĩ The Weeknd và nhà sản xuất thu âm Diplo, được phát hành vào ngày 9 tháng 1 năm 2015, đã vươn lên top 20 trên bảng xếp hạng Billboard Hot 100. "Fire Meet Gasoline", phát hành vào ngày 19 tháng 6 năm 2015, được chọn làm đĩa đơn thứ tư và cuối cùng của album. Video âm nhạc chính thức của "Chandelier" đã có hơn 2,4 tỉ lượt xem tính đến tháng 12 năm 2021, còn video âm nhạc của "Elastic Heart" đã đạt được hơn 1,1 tỉ  lượt xem.
1000 Forms of Fear nhận được nhiều ý kiến đánh giá tích cực từ các nhà phê bình âm nhạc. Có nhiều lời khen ngợi dành cho giọng hát của Sia cũng như phần nội dung ý nghĩa của lời bài hát trong album. Album ra mắt ở vị trí quán quân trên bảng xếp hạng Billboard 200 của Mỹ với doanh số bán 52.000 bản trong tuần đầu phát hành. Album cũng đứng đầu trên các bảng xếp hạng tại Úc và Canada, và vươn lên top 5 của các bảng xếp hạng âm nhạc tại Đan Mạch, New Zealand, Na Uy, Thụy Điển, Thụy Sĩ và Anh Quốc. Tính đến ngày 26 tháng 10 năm 2015, Hiệp hội Công nghiệp ghi âm Hoa Kỳ đã cấp chứng nhận đĩa Vàng cho album với hơn 500.000 đơn vị tương đương được bán ra tại quốc gia này. Tính đến tháng 1 năm 2016, hơn 1 triệu bản album đã được bán ra trên toàn cầu.
Để quảng bá cho album, Sia đã xuất hiện trên nhiều chương trình truyền hình như The Ellen DeGeneres Show và Jimmy Kimmel Live!. Tại những buổi trình diễn trên những chương trình này, Sia đã mời Maddie Ziegler, nữ vũ công trẻ đã từng xuất hiện trong ba video âm nhạc của album, đóng vai "bản ngã thay thế" của nữ ca sĩ trên sân khấu, vào các năm 2014 và 2015. Album đã mang về cho Sia ba giải Âm nhạc ARIA vào năm 2014, đồng thời được xếp vào danh sách một trong những album xuất sắc nhất của năm 2014 trên một số báo và tạp chí, gồm The Boston Globe và Rolling Stone. "Chandelier" đã nhận được bốn đề cử tại giải Grammy cho những hạng mục Bài hát của năm, Thu âm của năm, Trình diễn đơn ca pop xuất sắc nhất và Video âm nhạc xuất sắc nhất.

## Bối cảnh
—Sia giải thích ý nghĩa của tiêu đề album
Năm 2010, Sia phát hành album phòng thu thứ năm của cô, We Are Born. Album xếp hạng cao nhất ở vị trí thứ hai trên bảng xếp hạng ARIA Albums Chart và được chứng nhận vàng bởi Hiệp hội Công nghiệp ghi âm Úc. Tiếp nối thành công của We Are Born, Sia quyết định rời khỏi sự nghiệp của một nghệ sĩ thu âm mà trở thành một nhà viết nhạc. Cô sáng tác ca khúc "Titanium" cho nữ ca sĩ người Mỹ Alicia Keys, nhưng sau này nó lại được gửi đến David Guetta. Ông đã ghép giọng demo của Sia vào ca khúc và phát hành nó dưới dạng đĩa đơn vào năm 2011. "Titanium" đã đạt được nhiều thành công về phương diện thương mại trên toàn thế giới, lọt vào top 5 trên các bảng xếp hạng âm nhạc tại Mỹ, Úc và nhiều nước thuộc châu Âu. Tuy nhiên, Sia lại tỏ vẻ không hài lòng với thành công vang dội của đĩa đơn:
| “ | [...] Tôi còn chẳng ngờ tới việc điều này sẽ xảy ra, và tôi khá là bối rối. Vì tôi chỉ mới vừa "nghỉ việc", tôi đang cố gắng để trở thành một người sáng tác nhạc pop, chứ không phải là một nghệ sĩ thu âm." | ” |

Từ năm 2011 đến năm 2013, Sia được nhiều người biết đến hơn với việc sáng tác nhiều ca khúc cho những nghệ sĩ khác như Beyoncé, Flo Rida, Christina Aguilera và Rihanna. Vào thời điểm tháng 9 năm 2013, Sia bắt đầu thu âm những bài hát mới tại phòng thu âm tại gia của cô với hi vọng sẽ phát hành một album mới vào mùa xuân năm sau. Cuối năm đó, một nhóm những đại diện đến từ hãng đĩa RCA Records kể cả giám đốc điều hành hãng đĩa Peter Edge đã gặp nữ ca sĩ và trao đổi về việc ký kết một hợp đồng thu âm đối với album và nữ ca sĩ đã đồng ý. Nội dung của bản hợp đồng ghi rõ nữ ca sĩ không bắt buộc phải lưu diễn hay xuất hiện trên báo chí để quảng bá album. Trong một cuộc phỏng vấn với tạp chí NME vào tháng 2 năm 2015, nữ ca sĩ tiết lộ rằng việc phát hành album 1000 Forms of Fear là nghĩa vụ bắt buộc theo hợp đồng:
| “ | Về cơ bản thì tôi cho phát hành album này để đối phó với những thỏa thuận hợp đồng về xuất bản. Thật ra thì tôi dự định sẽ trở thành một người viết bài hát nhạc pop cho các nghệ sĩ khác mà. Nhưng trong hợp đồng thì vai trò của tôi lại là một nghệ sĩ thu âm nên tôi phải phát hành thêm một album nữa. Trước đó thì tôi không muốn nổi tiếng thêm nữa nên tôi đã giữ lại những bài hát mà tôi thích và phải thú thật là việc sáng tác ra những bài hát đó rất là vui." | ” |

## Sáng tác
1000 Forms of Fear chủ yếu theo thể loại nhạc electropop, với chút cảm hứng từ dòng nhạc reggae và hip hop. Album mở đầu bằng đĩa đơn "Chandelier", một bài hát thuộc thể loại nhạc electropop với giai điệu mang âm hưởng reggae. Về ý nghĩa, "Chandelier" đề cập tới "cuộc sống xa hoa mà mệt mỏi của một cô nàng tiệc tùng." Đĩa đơn kế tiếp, "Big Girls Cry", từng được so sánh với ca khúc "Hands Clean" của nữ ca sĩ Alanis Morissette. "Burn The Pages" là lời động viên mà Sia muốn gửi gắm tới một người bạn của mình: "Bạn rối bời như chiếc nút thòng lọng / Được bện chặt bởi một kẻ say vừa mới chích ma túy đá." "Eye of the Needle" là một bản piano ballad "hành khúc", trong khi "Hostage" là một ca khúc theo dòng nhạc new wave pop và ska với một giọng ca "vỡ tan như một ca sĩ nhạc punk." Bài hát thứ sáu của album mang tên "Straight for the Knife", được đệm bởi nhiều loại nhạc cụ dây với phần ca từ đề cập tới một mối quan hệ đầy giông tố: "Rồi ai đó sẽ thấy tôi đu đưa trên xà nhà / Tôi cheo leo trong những lời nói của anh."
Trong ca khúc "Fair Game", Sia đã hát: "Tôi chưa bao giờ chơi một trò chơi sòng phẳng / Vì tôi luôn là người có quyền quyết định mọi thứ." Nó là một bài hát tối giản và đậm âm thanh đàn dây kề về niềm khao khát có được người tình tương xứng của một người phụ nữ. Phiên bản đơn ca của đĩa đơn "Elastic Heart", trước đây là một nhạc phẩm mà Sia hợp tác với nam ca sĩ The Weeknd và nhà sản xuất thu âm Diplo, là một bài hát nhạc trap. Bài hát nói về một "sức mạnh áp đảo mà Sia cần có để thuyết phục chính mình rằng cuộc đời thật đáng giá bao nhiêu sau khi vừa mới thoát khỏi một mối quan hệ đổ nát." Bài hát thứ chín, "Free the Animal" lại đề cập đến chuyện một người phụ nữ "mường tượng tình cảnh mình bị giết một cách tàn bạo và đang trong tình trạng bị bạo dâm" qua những câu hát: "Hãy làm em nổ tung / Hãy bắn em đi như đang bắn một quả đại bác / Hãy nghiền nát em / Hãy giết em như giết một con thú." Bài hát thứ 10, "Fire Meet Gasoline", từng được Harriet Gibsone từ báo The Guardian so sánh với bài hát "Halo" do nữ ca sĩ Beyoncé trình bày. Về phần "Cellophane", đây là một bài hát electropop mà trong đó Sia đã ví mình như "một cái thùng chứa đầy sự khổ đau." Album kết thúc bằng ca khúc "Dressed in Black", được Heather Phares từ trang web AllMusic miêu tả là một bản ballad "kịch tính và có chiều sâu hơn tất cả những bản ballad cô từng viết cho nghệ sĩ khác."

## Đĩa đơn
"Chandelier" là đĩa đơn đầu tiên của 1000 Forms of Fear. Bài hát được phát hành dưới định dạng tải kỹ thuật số trên iTunes Store vào ngày 17 tháng 3 năm 2014. Video âm nhạc cho bài hát ra mắt vào ngày 6 tháng 5 năm 2014 với hơn 1,8 tỉ lượt xem trên YouTube tính tới tháng 7 năm 2018. Video có sự xuất hiện của nữ vũ công trẻ Maddie Ziegler trong bộ tóc giả màu vàng giống kiểu tóc của Sia. Đĩa đơn đã gặt hái nhiều thành công về mặt thương mại, từng đạt vị trí thứ tám, là vị trí cao nhất của đĩa đơn, trên bảng xếp hạng Billboard Hot 100 của Mỹ, trở thành đĩa đơn đầu tiên của Sia với vai trò là ca sĩ hát chính có mặt trên bảng xếp hạng này. Đĩa đơn còn lọt vào top 5 của các bảng xếp hạng thu âm tại những nước thuộc châu Âu và châu Đại Dương, gồm Flanders (Bỉ) và Pháp (vị trí quán quân), Úc và Na Uy (thứ hai), New Zealand (thứ ba), Anh Quốc (thứ sáu) và Slovakia (thứ năm). Đĩa đơn được Hiệp hội Công nghiệp ghi âm Úc cấp chứng nhận 3× đĩa Bạch kim và được tổ chức Recorded Music NZ chứng nhận Vàng.
Đĩa đơn "Big Girls Cry" được phát hành dưới dạng tải kỹ thuật số vào ngày 25 tháng 6. Ngày 2 tháng 4 năm 2015, video âm nhạc được phát hành. Ziegler tiếp tục thủ vai chính, đầu đội một mái tóc giả màu vàng, đứng trước một tấm phông làm nền màu đen, nhăn nhó khuôn mặt và sử dụng bàn tay của mình để tạo ra nhiều biểu cảm.
Đĩa đơn thứ ba của album, "Elastic Heart", được phát hành vào tháng 1 năm 2015. Video âm nhạc của bài hát được phát hành vào ngày 7 tháng 1 năm 2015 với sự góp mặt của Ziegler trong một mái tóc giả màu vàng như lần trước và nhảy múa trong một cái lồng chim khổng lồ cùng với nam diễn viên Shia LaBeouf. Tính đến tháng 7 năm 2018, video đã có hơn 950 triệu lượt xem trên YouTube. "Elastic Heart" từng đạt vị trí thứ 17 trên Billboard Hot 100 và được xếp hạng trong top 5 trên bảng xếp hạng âm nhạc tại một vài quốc gia, bao gồm Úc và Ireland.
"Fire Meet Gasoline" được chính thức phát hành với vai trò là đĩa đơn thứ tư và là đĩa đơn cuối cùng trích từ album tại Đức vào ngày 19 tháng 6 năm 2015. Video âm nhạc cho bài hát ra mắt vào ngày 23 tháng 4 năm 2015 trên YouTube. Video là đoạn quảng cáo cho dòng đồ lót của nữ người mẫu, diễn viên Heidi Klum và do Klum cùng nam diễn viên Pedro Pascal của bộ phim truyền hình Trò chơi vương quyền thủ vai chính.

### Đĩa đơn quảng bá
Đĩa đơn quảng bá "Eye of the Needle" được phát hành dưới dạng tải kỹ thuật số vào ngày 3 tháng 6 năm 2014.

## Quảng bá
— Sia chia sẻ về chiến dịch quảng bá album
Trong một cuộc phỏng vấn với tạp chí Dazed & Confused, Sia giải thích rằng cô quyết định không để lộ khuôn mặt trong những video âm nhạc và không thường xuyên xuất hiện trên báo chí trong chiến dịch quảng bá 1000 Forms of Fear. Thay vào đó, cô sẽ tập trung vào việc tạo ra nghệ thuật thị giác thông qua các video âm nhạc. Suốt khoảng thời gian quảng bá, Sia mời nữ vũ công trẻ Maddie Ziegler vào vai hình tượng nhân vật của nữ ca sĩ trên sân khấu trong khi biểu diễn những ca khúc nằm trong album trong tư thế quay lưng lại về phía máy quay và khán giả. Ngày 19 tháng 5 năm 2014, Sia biểu diễn trực tiếp bài hát "Chandelier" trên chương trình The Ellen DeGeneres Show. Trong buổi biểu diễn, Ziegler tái hiện lại màn vũ đạo trong video âm nhạc trong khi Sia đang đứng úp mặt vào tường và ngân vang ca khúc. Sia còn trình diễn ca khúc trên chương trình Late Night with Seth Meyers vào ngày 9 tháng 6 năm 2014, với phần trình diễn vũ đạo do ngôi sao Lena Dunham từ phim truyền hình Girls đảm nhiệm. Ngày 4 tháng 7 năm 2014, Sia xuất hiện trên chương trình Jimmy Kimmel Live! để biểu diễn các ca khúc "Chandelier", "Big Girls Cry" và "Elastic Heart".
Ngày 30 tháng 7 năm 2014, Sia biểu diễn ba bài hát trên chương trình SoundClash của kênh VH1. Ngày 17 tháng 1 năm 2015, Sia biểu diễn "Chandelier" và "Elastic Heart" trên chương trình Saturday Night Live. Ngày 8 tháng 2 năm 2015, Sia, Ziegler cùng với nữ diễn viên Kristen Wiig biểu diễn ca khúc "Chandelier" trong một căn phòng được bố trí giống như bối cảnh trong video tại giải Grammy năm 2015.

## Đánh giá chuyên môn
| Đánh giá chuyên môn | Đánh giá chuyên môn |
| Điểm trung bình     | Điểm trung bình     |
| Nguồn               | Đánh giá            |
| ------------------- | ------------------- |
| AnyDecentMusic?     | 7.1/10              |
| Metacritic          | 76/100              |
| Nguồn đánh giá      |                     |
| Nguồn               | Đánh giá            |
| AllMusic            | [ 25 ]              |
| The A.V. Club       | C                   |
| The Daily Telegraph | [ 23 ]              |
| The Guardian        | [ 22 ]              |
| The Independent     | [ 54 ]              |
| Los Angeles Times   | [ 24 ]              |
| The Observer        | [ 17 ]              |
| Rolling Stone       | [ 19 ]              |
| Slant Magazine      | [ 15 ]              |
| Spin                | 8/10                |

1000 Forms of Fear đã nhận được nhiều ý kiến đánh giá tích cực từ nhiều nhà phê bình. Trang web Metacritic cho album số điểm 76 trên 100 dựa trên điểm số trung bình của 28 nhà phê bình âm nhạc. Nhà báo Sarah Rodman từ tờ The Boston Globe đã ví album như "một quả bom", trong khi Heather Phares từ trang web AllMusic lại gọi album là "âm thanh khi [Sia] tự chủ thành công của mình." Đến từ báo The Daily Telegraph, Helen Brown đã khen ngợi phần sản xuất cũng như phần ca từ "truyền cảm hứng" của album, thể hiện rất rõ tình cảnh Sia phải chống chọi với tình trạng nghiện ngập và rối loạn lưỡng cực. Julianne Escobedo Shepherd từ tạp chí Rolling Stone viết nhận xét đơn giản là "cô hát như một siêu sao âm nhạc", trong khi Maura Johnson của tạp chí Spin lại ví 1000 Forms of Fear như một "dải quang phổ cảm xúc của con người." Viết cho Thời báo New York, Jon Pareles tán dương "chất đam mê điên dại, thiếu quyết đoán" mà album đã lột tả.
Đại diện cho tạp chí Slant Magazine, Annie Galvin cho rằng 1000 Forms of Fear "như một con tàu lèo lái nữ ca sĩ khỏi sự vô danh để bước vào tầng lớp của những ngôi sao nổi bật hơn, những người đã thống trị thế giới nhạc pop, nhờ một phần vào kĩ năng viết nhạc tuyệt đỉnh của nữ ca sĩ." Đến từ báo Los Angeles Times, Mikael Wood đã dành lời khen ngợi cho phần giọng hát của Sia cũng như phần sản xuất âm nhạc do Greg Kurstin đảm nhiệm. Cũng với ý kiến tương tự, Adam Markovitz đến từ tạp chí Entertainment Weekly đã khen giọng của Sia bằng cụm từ "đáng kinh ngạc" và cho album điểm B.
Với một bài đánh giá ít tích cực hơn, Harriet Gibsone từ The Guardian đã chia sẻ rằng album này là một thứ không thể chê vào đâu được và mang âm hưởng của dòng nhạc đương đại, vì thế nên "tầm ảnh hưởng của nó có thể sẽ phai nhòa theo thời gian." Nhà phê bình Annie Zaleski từ website The A.V. Club đã nhận xét: "1000 Forms of Fear với những giai điệu và nét đẹp đương đại đã biến Sia trở thành một ngôi sao theo cách của riêng cô ấy, nhưng bù lại những xúc cảm riêng tư và tính cách thất thường của nữ ca sĩ sẽ bị tổn hại nhiều."

### Giải thưởng
Sarah Rodman từ The Boston Globe đã gọi 1000 Forms of Fear là "album gây ngạc nhiên nhất" của năm 2014. Album xếp vị trí thứ 13 trên danh sách 15 album dẫn đầu của năm 2014 của trang web Digital Spy. John Pareles từ tờ The New York Times đã xếp album ở vị trí thứ 5 trong danh sách album yêu thích trong năm của cô. Album còn lọt vào danh sách những album xuất sắc nhất của tạp chí Slant Magazine (đứng thứ 13) và tờ The Daily Telegraph (thứ 44). Rolling Stone đã xếp album ở vị trí thứ 20 trong danh sách 20 album nhạc pop xuất sắc nhất của năm 2014 của tạp chí. Tại lễ trao giải Âm nhạc ARIA năm 2014, Sia đã đoạt giải Album của năm, Nữ nghệ sĩ xuất sắc nhất, Đĩa thu âm nhạc pop xuất sắc nhất với album 1000 Forms of Fear. Đĩa đơn đầu tiên của album "Chandelier" đã từng được đề cử bốn hạng mục Giải Grammy bao gồm Bài hát của năm, Thu âm của năm, Trình diễn đơn ca pop xuất sắc nhất và Video âm nhạc xuất sắc nhất tại giải Grammy lần thứ 57.

## Diễn biến thương mại
1000 Forms of Fear ra mắt ở vị trí quán quân trên bảng xếp hạng Billboard 200 với doanh số 52.000 bản trong tuần đầu tiên phát hành. Đây là số liệu thấp nhất đối với một album quán quân trên bảng xếp hạng này trong gần hai năm trở lại kể từ 2012. Clem Bastow từ tờ The Guardian nhận xét về thành công của album tại Mỹ, "Các nghệ sĩ người Úc thường sẽ đạt được nhiều thành công hơn trên bảng xếp hạng đĩa đơn Billboard Hot 100, nhưng dù có như vậy đi nữa, thì Sia lại nằm trong số hiếm." Đại diện cho tờ The Sydney Morning Herald, George Palathingal cho rằng vị trí quán quân của album trên bảng xếp hạng Billboard 200 là thành quả từ "nước đi của một thiên tài anti-marketing (tạm dịch: phản tiếp thị)" và là "một ví dụ điển hình cho dòng nhạc pop chất lượng cao và đáng tự hào." Hơn 374.000 bản album đã được tiêu thụ tại Mỹ tính đến tháng 12 năm 2015.
Tại Úc, album đứng đầu bảng xếp hạng ARIA Albums Chart vào ngày 20 tháng 7 năm 2014 và giữ vững sự có mặt trên bảng xếp hạng trong 20 tuần tiếp theo. Vào năm 2015, album được Hiệp hội Công nghiệp ghi âm Úc cấp chứng nhận đĩa Bạch kim với 70.000 đơn vị đĩa được tiêu thụ. Tại Canada, album cũng từng dẫn đầu bảng xếp hạng Canadian Albums Chart. Album còn lọt vào top 5 của nhiều bảng xếp hạng album tại một số nước, gồm Na Uy (thứ 2);New Zealand, Thụy Điển và Thụy Sĩ (thứ 4);Đan Mạch (thứ 5). Tại Anh Quốc, 1000 Forms of Fear từng đạt được vị trí cao nhất là thứ năm trên bảng xếp hạng UK Albums Chart và được hiệp hội British Phonographic Industry chứng nhận đĩa Vàng. Tính đến tháng 2 năm 2016, 268.949 bản album đã được bán ra tại Anh Quốc. Tính đến tháng 1 năm 2016, hơn 1 triệu bản album đã được bán ra trên toàn cầu.

## Danh sách bài hát
| 1000 Forms of Fear — Phiên bản thường | 1000 Forms of Fear — Phiên bản thường | 1000 Forms of Fear — Phiên bản thường     | 1000 Forms of Fear — Phiên bản thường | 1000 Forms of Fear — Phiên bản thường |
| STT                                   | Nhan đề                               | Sáng tác                                  | Sản xuất                              | Thời lượng                            |
| ------------------------------------- | ------------------------------------- | ----------------------------------------- | ------------------------------------- | ------------------------------------- |
| 1.                                    | "Chandelier"                          | Sia Furler Jesse Shatkin                  | Shatkin Greg Kurstin                  | 3:36                                  |
| 2.                                    | "Big Girls Cry"                       | Furler Christopher Braide                 | Kurstin Braide [a]                    | 3:30                                  |
| 3.                                    | "Burn the Pages"                      | Furler Kurstin                            | Kurstin                               | 3:15                                  |
| 4.                                    | "Eye of the Needle"                   | Furler Braide                             | Kurstin                               | 4:08                                  |
| 5.                                    | "Hostage"                             | Furler Nick Valensi                       | Kurstin                               | 2:56                                  |
| 6.                                    | "Straight for the Knife"              | Furler Justin Parker                      | Kurstin                               | 3:31                                  |
| 7.                                    | "Fair Game"                           | Furler Kurstin                            | Kurstin                               | 3:51                                  |
| 8.                                    | "Elastic Heart"                       | Furler Thomas Wesley Pentz Andrew Swanson | Diplo Kurstin [b]                     | 4:17                                  |
| 9.                                    | "Free the Animal"                     | Furler Kurstin Jasper Leak                | Kurstin                               | 4:24                                  |
| 10.                                   | "Fire Meet Gasoline"                  | Furler Kurstin Samuel Dixon               | Kurstin                               | 4:01                                  |
| 11.                                   | "Cellophane"                          | Furler Kurstin                            | Kurstin                               | 4:25                                  |
| 12.                                   | "Dressed in Black"                    | Furler Kurstin Grant Michaels             | Kurstin                               | 6:40                                  |
| Tổng thời lượng:                      | Tổng thời lượng:                      | Tổng thời lượng:                          | Tổng thời lượng:                      | 48:28                                 |

| 1000 Forms of Fear — Phiên bản cao cấp tại Nhật Bản (các bài hát bổ sung) | 1000 Forms of Fear — Phiên bản cao cấp tại Nhật Bản (các bài hát bổ sung) | 1000 Forms of Fear — Phiên bản cao cấp tại Nhật Bản (các bài hát bổ sung) | 1000 Forms of Fear — Phiên bản cao cấp tại Nhật Bản (các bài hát bổ sung) | 1000 Forms of Fear — Phiên bản cao cấp tại Nhật Bản (các bài hát bổ sung) |
| STT                                                                       | Nhan đề                                                                   | Sáng tác                                                                  | Sản xuất                                                                  | Thời lượng                                                                |
| ------------------------------------------------------------------------- | ------------------------------------------------------------------------- | ------------------------------------------------------------------------- | ------------------------------------------------------------------------- | ------------------------------------------------------------------------- |
| 13.                                                                       | "Chandelier" (bản piano)                                                  | Furler                                                                    | Shatkin Kurstin                                                           | 4:00                                                                      |
| 14.                                                                       | "Chandelier" (Four Tet Remix)                                             | Furler                                                                    | Shatkin Kurstin Kieran Hebden (bản remix)                                 | 4:30                                                                      |
| Tổng thời lượng:                                                          | Tổng thời lượng:                                                          | Tổng thời lượng:                                                          | Tổng thời lượng:                                                          | 57:11                                                                     |

| 1000 Forms of Fear — Phiên bản cao cấp tại Pháp (các bài hát bổ sung) | 1000 Forms of Fear — Phiên bản cao cấp tại Pháp (các bài hát bổ sung) | 1000 Forms of Fear — Phiên bản cao cấp tại Pháp (các bài hát bổ sung) | 1000 Forms of Fear — Phiên bản cao cấp tại Pháp (các bài hát bổ sung) | 1000 Forms of Fear — Phiên bản cao cấp tại Pháp (các bài hát bổ sung) |
| STT                                                                   | Nhan đề                                                               | Sáng tác                                                              | Sản xuất                                                              | Thời lượng                                                            |
| --------------------------------------------------------------------- | --------------------------------------------------------------------- | --------------------------------------------------------------------- | --------------------------------------------------------------------- | --------------------------------------------------------------------- |
| 13.                                                                   | "Chandelier" (bản piano)                                              | Furler                                                                | Shatkin Kurstin                                                       | 4:00                                                                  |
| 14.                                                                   | "Chandelier" (Owlle Remix)                                            | Furler                                                                | Shatkin Kurstin France Picoulet (bản remix)                           | 4:18                                                                  |
| 15.                                                                   | "Chandelier" (Four Tet Remix)                                         | Furler Shatkin                                                        | Shatkin Kurstin Hebden (bản remix)                                    | 4:30                                                                  |
| Tổng thời lượng:                                                      | Tổng thời lượng:                                                      | Tổng thời lượng:                                                      | Tổng thời lượng:                                                      | 1:01:29                                                               |

| 1000 Forms of Fear — CD thứ 2 (Ấn bản cao cấp) (các bài hát bổ sung) | 1000 Forms of Fear — CD thứ 2 (Ấn bản cao cấp) (các bài hát bổ sung) | 1000 Forms of Fear — CD thứ 2 (Ấn bản cao cấp) (các bài hát bổ sung) | 1000 Forms of Fear — CD thứ 2 (Ấn bản cao cấp) (các bài hát bổ sung) | 1000 Forms of Fear — CD thứ 2 (Ấn bản cao cấp) (các bài hát bổ sung) |
| STT                                                                  | Nhan đề                                                              | Sáng tác                                                             | Sản xuất                                                             | Thời lượng                                                           |
| -------------------------------------------------------------------- | -------------------------------------------------------------------- | -------------------------------------------------------------------- | -------------------------------------------------------------------- | -------------------------------------------------------------------- |
| 13.                                                                  | "Chandelier" (bản piano)                                             | Furler                                                               | Shatkin Kurstin                                                      | 4:00                                                                 |
| 14.                                                                  | "Elastic Heart" (bản piano)                                          | Furler                                                               | Diplo Kurstin [b]                                                    | 4:10                                                                 |
| 15.                                                                  | "Chandelier" (Four Tet Remix)                                        | Furler                                                               | Shatkin Kurstin Hebden (bản remix)                                   | 4:30                                                                 |
| 16.                                                                  | "Chandelier" (Plastic Plates Remix)                                  | Furler                                                               | Shatkin Kurstin                                                      | 4:23                                                                 |
| 17.                                                                  | "Chandelier" (Clams Casino Remix)                                    | Furler Pentz Swanson                                                 | Diplo Kurstin [b]                                                    | 5:19                                                                 |
| 18.                                                                  | "Elastic Heart" (Blood Diamonds Remix)                               | Furler                                                               | Diplo Kurstin [b]                                                    | 5:07                                                                 |
| 19.                                                                  | "Big Girls Cry" (Odesza Remix)                                       | Furler                                                               | Kurstin Braide [a]                                                   | 4:21                                                                 |
| 20.                                                                  | "Big Girls Cry" (Bleachers Remix)                                    | Furler                                                               | Kurstin Braide [a]                                                   | 4:04                                                                 |
| Tổng thời lượng:                                                     | Tổng thời lượng:                                                     | Tổng thời lượng:                                                     | Tổng thời lượng:                                                     | 1:24:35                                                              |

Chú thích
- ^a  biểu thị nhà sản xuất giọng hát
- ^b  biểu thị người đồng sản xuất

## Đội ngũ thực hiện

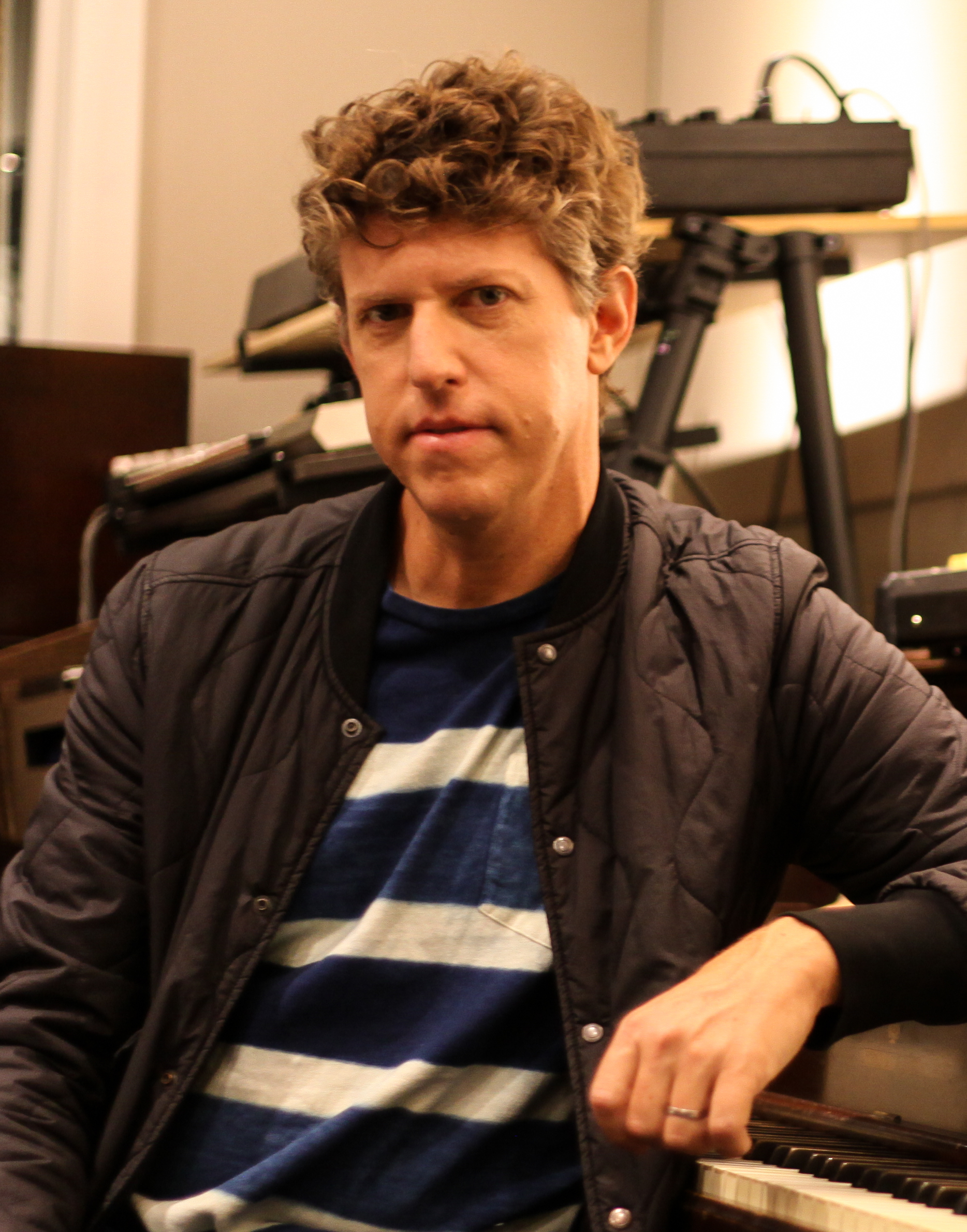
Greg Kurstin (ảnh năm 2017) sản xuất phần lớn các bài hát trong album

Đội ngũ thực hiện được điều chỉnh trên ghi chú trên bìa đĩa 1000 Forms of Fear.
- Sia – hát chính
- Greg Kurstin – chơi trống, guitar (bài 1-6, 8-12), mellotron (bài 1-2, 4, 6-10, 12), piano (bài 1-4, 6-11), guitar bass (bài 2-12), nhạc cụ gõ (bài 2, 9), đàn Hammond organ (bài 2, 5), keyboards (3, 11), mộc cầm (bài 7, 9-12), đàn celeste (bài 12), đàn chamberlin (bài 12)
- Jesse Shatkin – chơi trống (bài 1), keyboards (bài 1)
- Nick Valensi – guitar (bài 5)

Sản xuất
- Delbert Bowers – trợ lý phối khí (bài 1-2, 4-5, 8-10, 12)
- Chris Braide – sản xuất phần giọng hát (2), thu âm giọng hát (bài 2)
- Julian Burg – kỹ sư bổ sung
- Diplo – sản xuất (bài 8), lập trình trống (8), kỹ sư (bài 8)
- Chris Galland – trợ lý phối khí (bài 1-2, 4-5, 8-10, 12)
- Rob Kleiner – thu âm giọng hát (bài 8)
- Greg Kurstin – sản xuất (bài 1-7, 9-12), đồng sản xuất (bài 8), thu âm giọng hát (bài 2), kỹ sư, phối khí (bài 3, 6-7, 11)
- Emily Lazar – hoàn thiện âm thanh
- Manny Marroquin – phối khí (bài 1-2, 4-5, 8-10, 12)
- Rich Morales – trợ lý hoàn thiện âm thanh
- Alex Pasco – kỹ sư bổ sung
- Jesse Shatkin – sản xuất (bài 1), lập trình âm thanh (bài 1), kỹ sư
- Sia – giám đốc sản xuất
- Andrew Swanson – lập trình trống (bài 8), kỹ sư (bài 8)
- Anita Marisa Boriboon – thiết kế bìa
- Jonathan Daniel – quản lý
- Rachel Kurstin – quản lý sản xuất
- Bob McLynn – quản lý
- Keith Naftaly – A&R
- David Russell – quản lý
- Sia – hình bìa, chỉ đạo nghệ thuật, thiết kế bìa
- Zöe Zag – phông chữ

## Xếp hạng
| Bảng xếp hạng (2014–15)                  | Vị trí cao nhất |
| ---------------------------------------- | --------------- |
| Album Úc (ARIA)                          | 1               |
| Album Áo (Ö3 Austria)                    | 19              |
| Album Bỉ (Ultratop Vlaanderen)           | 34              |
| Album Bỉ (Ultratop Wallonie)             | 10              |
| Album Canada (Billboard)                 | 1               |
| Album Đan Mạch (Hitlisten)               | 5               |
| Album Hà Lan (Album Top 100)             | 22              |
| Album Phần Lan (Suomen virallinen lista) | 9               |
| Album Pháp (SNEP)                        | 7               |
| Album Đức (Offizielle Top 100)           | 30              |
| Ireland (IRMA)                           | 6               |
| Italy (FIMI)                             | 33              |
| Nhật Bản (Oricon)                        | 55              |
| Mexico (AMPROFON)                        | 48              |
| Album New Zealand (RMNZ)                 | 4               |
| Album Na Uy (VG-lista)                   | 2               |
| Album Ba Lan (ZPAV)                      | 7               |
| Album Bồ Đào Nha (AFP)                   | 43              |
| Album Tây Ban Nha (PROMUSICAE)           | 30              |
| Album Thụy Điển (Sverigetopplistan)      | 4               |
| Album Thụy Sĩ (Schweizer Hitparade)      | 4               |
| Album Anh Quốc (OCC)                     | 5               |
| Album Hoa Kỳ Billboard 200               | 1               |

| Bảng xếp hạng (2014)          | Vị trí |
| ----------------------------- | ------ |
| Úc (ARIA)                     | 34     |
| Bỉ (Ultratop Wallonia)        | 82     |
| Pháp (SNEP)                   | 44     |
| Thụy Điển (Sverigetopplistan) | 69     |
| Thụy Sĩ (Schweizer Hitparade) | 75     |
| Hoa Kỳ Billboard 200          | 131    |

| Bảng xếp hạng (2015)       | Vị trí |
| -------------------------- | ------ |
| Úc (ARIA)                  | 14     |
| Bỉ (Ultratop Flanders)     | 124    |
| Bỉ (Ultratop Wallonia)     | 50     |
| Đan Mạch (Hitlisten)       | 23     |
| Pháp (SNEP)                | 33     |
| Tây Ban Nha (PROMUSICAE)   | 99     |
| Thụy Sĩ (Swiss Hitparade)  | 52     |
| Anh Quốc (UK Albums Chart) | 24     |
| Hoa Kỳ Billboard 200       | 40     |

| Bảng xếp hạng (2016)       | Vị trí |
| -------------------------- | ------ |
| Đan Mạch (Hitlisten)       | 62     |
| Anh Quốc (UK Albums Chart) | 89     |
| Hoa Kỳ Billboard 200       | 129    |

## Chứng nhận và doanh số
| Quốc gia                                                                           | Chứng nhận | Số đơn vị/doanh số chứng nhận |
| ---------------------------------------------------------------------------------- | ---------- | ----------------------------- |
| Úc (ARIA)                                                                          | Bạch kim   | 70.000^                       |
| Canada (Music Canada)                                                              | Vàng       | 40.000^                       |
| Đan Mạch (IFPI Đan Mạch)                                                           | Bạch kim   | 20.000‡                       |
| Pháp (SNEP)                                                                        | Bạch kim   | 100.000*                      |
| México (AMPROFON)                                                                  | Vàng       | 30.000^                       |
| Ba Lan (ZPAV)                                                                      | Kim cương  | 100.000‡                      |
| Thụy Điển (GLF)                                                                    | Bạch kim   | 40.000‡                       |
| Anh Quốc (BPI)                                                                     | Bạch kim   | 300.000‡                      |
| Hoa Kỳ (RIAA)                                                                      | Vàng       | 374.000                       |
| * Chứng nhận dựa theo doanh số tiêu thụ. ^ Chứng nhận dựa theo doanh số nhập hàng. |            |                               |

## Lịch sử phát hành
| Khu vực     | Ngày phát hành     | Định dạng          | Phiên bản           | Hãng đĩa                  | Tk.             |
| ----------- | ------------------ | ------------------ | ------------------- | ------------------------- | --------------- |
| Úc          | 4 tháng 7 năm 2014 | CD tải kỹ thuật số | Tiêu chuẩn (thường) | Inertia                   | [ 127 ] [ 128 ] |
| New Zealand | 4 tháng 7 năm 2014 | CD tải kỹ thuật số | Tiêu chuẩn (thường) | Inertia                   | [ 129 ] [ 130 ] |
| Đức         | 4 tháng 7 năm 2014 | CD tải kỹ thuật số | Tiêu chuẩn (thường) | RCA Sony                  | [ 131 ] [ 132 ] |
| Anh Quốc    | 7 tháng 7 năm 2014 | CD tải kỹ thuật số | Tiêu chuẩn (thường) | Monkey Puzzle Records RCA | [ 133 ] [ 134 ] |
| Hoa Kỳ      | 8 tháng 7 năm 2014 | CD tải kỹ thuật số | Tiêu chuẩn (thường) | Monkey Puzzle Records RCA | [ 135 ] [ 136 ] |
| Đức         | 1 tháng 8 năm 2014 | Đĩa than           | Tiêu chuẩn (thường) | RCA Sony                  | [ 137 ]         |
| Toàn cầu    | 1 tháng 5 năm 2015 | CD tải kỹ thuật số | Cao cấp             | Monkey Puzzle RCA         | [ 138 ]         |